# Джермейн, Джордж, 1-й виконт Сэквилл
Джордж Джермейн, 1-й виконт Сэквилл (англ. George Germain, 1st Viscount Sackville; 26 января 1716 — 26 августа 1785) — он же Лорд Джордж Саквилл (1720—1770) и Лорд Джордж Джермейн (1770—1782), британский военный и политический деятель, министр колоний  в кабинете Лорда Норта в годы американской войны за независимость. На его министерство возлагается основная ответственность за утрату Британией Тринадцати колоний. Он составлял подробные инструкции по ведению боевых действий в колониях, при этом не понимая ни географии Америки, ни настроений колонистов. В ранние годы жизни он прославился как военный, но попал под трибунал. Он участвовал в Войне за австрийское наследство и в Семилетней войне, в том числе в сражении при Миндене. Его политическая карьера завершилась после отставки кабинета лорда Норта в 1782 году.

## Биография
Сэквилл был третьим сыном Лионеля Сэквилла, 1-го герцога Дорсета, и его жены Элизабет, дочери генерал-лейтенанта Уолтера Филипа Кольера. Король Георг I был его крёстным отцом. Джордж обучался в Вестминстерской школе в Лондоне и окончил Тринити-колледж в Дублине в 1737 году. Он был третьим, но любимым сыном своего отца; старшие сыновья разочаровали герцога Дорсета. Чарльз был расточительным и постоянно конфликтовал с отцом, а Джон был психически нездоров. Когда Лионеля в 1731 году назначили лордом-лейтенантом Ирландии, он взял Джорджа с собой и устроил в полк ирландской армии в звании капитана. В 1740 году Джордж вернулся в Англию и обменял ирландское капитанское звание на английское, и в том же году стал подполковником 28-го пехотного полка.
Военная карьера Сэквилла развивалась стремительно, возможно, из-за протекции отца. В 1741 году он стал адъютантом короля Георга II.